# Noriaki Kamata
Noriaki Kamata (...) è un attore, regista e doppiatore giapponese.

## Filmografia

### Filmografia
- Gun Woman - Figlio di Hamazaki
- Samurai Avenger: The Blind Wolf - Nobutora (2009)
- Pearl Harbor - Soldato giapponese (2001)

### Produttore
- An Audition (2005)
- Cross Road (2003)

### Doppiatore
- Medal of Honor: Pacific Assault (2004)